# Luitpoldblock

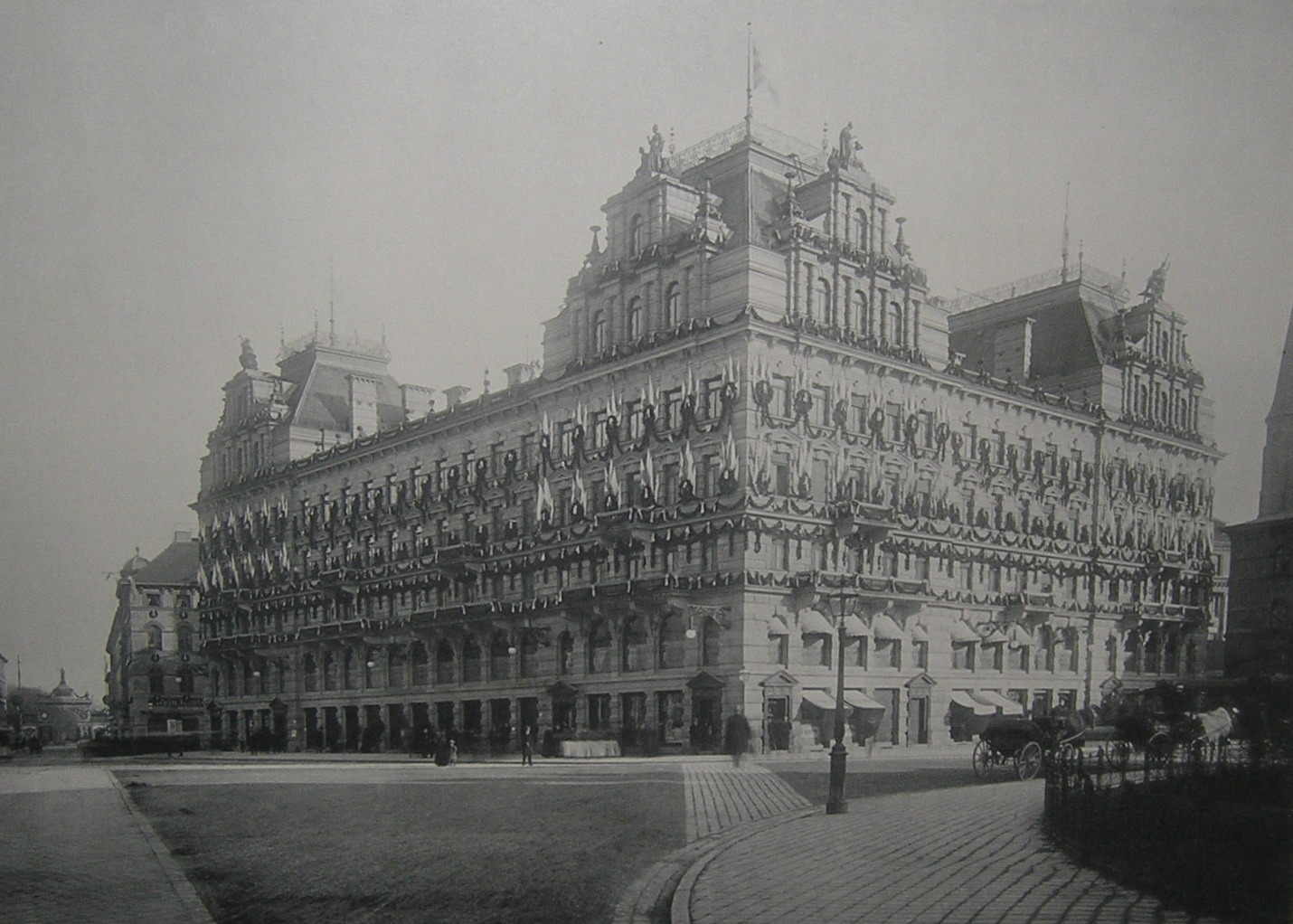
Luitpoldblock um 1888

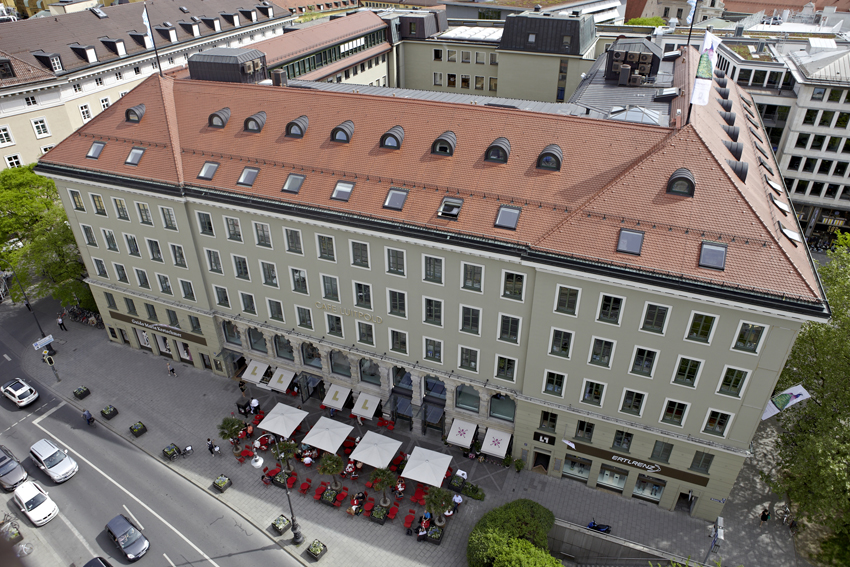
Luitpoldblock von oben, 2012

Der Luitpoldblock auf der Brienner Straße ist ein Geschäftshaus in München, in dem sich unter anderem das namensgebende Café Luitpold befindet. Erbaut wurde das Geviert im klassizistischen Stil  zwischen 1810 und 1812 von Joseph von Utzschneider.

## Geschichte

### Anfänge im 19. Jahrhundert
Auf dem „Grundriss der Churfürstlichen Haupt- und Residenzstadt München“ aus dem Jahr 1801 liegt das Grundstück des heutigen Luitpoldblocks noch zwischen  dem Schwabinger Tor und Kapuzinergraben. Die nach Nymphenburg führende  spätere Brienner Straße ist als zunächst noch unbefestigter Weg bereits eingezeichnet. Joseph von Utzschneider, Generaladministrator und zweiter Bürgermeister, erwarb auf dem Terrain vor dem Jungfernturm preiswert Baugrundstücke aus zweiter Hand.
Utzschneider ließ zwischen 1810 und 1812 den für die damalige Zeit imponierenden Bau im klassizistischen Stil errichten. In seinen Abmessungen entsprach dieses Baugeviert schon denen des heutigen Luitpoldblocks – nur zu einer Seite war es offen. Der Block wurde, abgesehen von dem zur heutigen Brienner Straße ausgerichteten Wohntrakt, als Brauerei genutzt. Da damals in München bereits 56 Brauereien für circa 40.000 Einwohner existierten, war das ein gewagtes Unternehmen. 1831 wurde Ludwig Knorr (Bankier) Eigentümer der Utzschneider-Bräuhaus-Realitäten. Ludwig von Knorr stellte 1851 den Braubetrieb ein.
Nach dem Tod Ludwig (August) Knorrs 1852 verkauften seine Erben in den folgenden Jahren ihre Erbanteile an verschiedene Besitzer. So ging beispielsweise der Wohntrakt des Luitpoldblock an den „Gastwirth und Salzstößler“ Martin Daimer aus Haidhausen. Der neue Eigentümer wurde Wirt der wohl kurz zuvor gegründeten Wirthschaft zum Utzschneider'schen Garten. Sie ist als „Tafernwirthschaft mit Schank-, Gastungs- und Beherbergungsrecht“ aus dem früheren Gassen- und Gartenausschank der vormaligen Brauerei entstanden.
Im Jahr 1863 war keiner der ursprünglichen Knorr-Erben mehr im Besitz der Knorr-Häuser. Ab diesem Zeitpunkt wechselten die Eigentümer des Gevierts rasch, bis schließlich 1885 der Kaufmann Gottfried Kollermann für Heinrich T. Hoech das Geschäftshaus übernahm. Er ließ zwischen 1886 und 1888 vom Architekten Otto Lasne ein großes Palastcafé bauen, das als Café Luitpold weltweit bekannt wurde.
Als „Märchenpalast“ und „Feenschloss“ genoss der Luitpoldblock einen guten Ruf in Europa. Am 1. Januar 1888 wurde das Café Luitpold für geladene Gäste eröffnet. Die Münchner Künstlerszene und Freigeister wie beispielsweise die Gründer des Simplicissimus machten das Café zu ihrem Treffpunkt. Und so avancierte das Café Luitpold auch zur Touristenattraktion.

### Während und nach dem Zweiten Weltkrieg
Trotz dieses Erfolges ging Kollermann bankrott; wieder wechselten die Eigentümer mehrfach. 1923 stieg schließlich die Bayerische Vereinsbank als Finanzier ein. 1929 wurde im Westtrakt ein Filmpalast mit 1.200 Sitzplätzen eröffnet.
Zunächst unter „Luitpold-Lichtspiele“ und später „Luitpold-Theater“ wurde das moderne UFA-Kino anstelle der Prinzensäle eingebaut. Im Jahr 1934 wurde die Bank schließlich durch eine Zwangsversteigerung mit dem Höchstgebot von 2,5 Millionen Reichsmark selbst Eigentümer des Gevierts. In der Zeit des Nationalsozialismus blieb das „Luitpold“ weiterhin der Treffpunkt der Münchner Prominenz, darunter auch Funktionäre der NSDAP, die in der Nähe ihre Parteizentrale hatten. In den Kriegsjahren waren zwölf der rund 120 Mitarbeiter in den „Luitpold-Betrieben“ ausländische Zwangsarbeiter. Sie kamen aus Frankreich, Polen und der Ukraine und lebten in den Personalwohnungen im vierten Stock des Luitpoldblocks. 
1944 wird der Luitpoldblock durch die alliierten Luftangriffe größtenteils zerstört. Eine bescheidene Wiedereröffnung des Kaffeebetriebs sowie der Wiederaufbau des Westflügels 1948 konnten nicht an die alten Zeiten anknüpfen. Im März 1960 kündigt die Abendzeitung die Versteigerung des Inventars des Café Luitpold an. Neben Silber und Porzellan kommen der Parkettfußboden sowie die Bodenplatten unter den Hammer.

### Neuanfang in den 1960er Jahren
Am 1. April 1960 erwarb die Münchner Unternehmerfamilie Zechbauer das Bauwerk und vermachte es an Marika, geborene Zechbauer, und Paul Buchner, die den Luitpoldblock aus dem Schattendasein herausführen. Es wurde umgebaut, modernisiert und ein Zentrum für Gastlichkeit und Begegnungen geschaffen. Mit großer Medienpräsenz eröffnete am 7. September 1962 das neu gestaltete Café Luitpold. Architekt Reinhard Riemerschmid integrierte zeitgemäße Modernität in die Raumgestaltung und schaffte so Konzepte neuer Restaurant- und Einkaufskultur. Der großzügige Ausbau der Gebäudeseiten des Armiraplatz und des Salvatorplatz wurde 1975 fertiggestellt. Ein Jahr später entstand die Luitpold-Passage, die den Salvatorplatz mit dem Maximiliansplatz verbindet.
Ende der 1980er Jahre wurde der Luitpoldblock erneut räumlich verändert und der Palmengarten mit einer zwölf Meter hohen Glaskuppel eingebaut. 1993 trat Tina Schmitz, Tochter von Marika und Paul Buchner, in die Geschäftsleitung des Luitpoldblocks ein und sorgte für neue Impulse bei der Entwicklung des Hauses. Sie starb Ende Juni 2017.
Nach einer grundlegenden Renovierung durch die Eigentümer wird im September 2010 das Café Luitpold mit seinem neuen Pächter Dr. Stephan Meier wiedereröffnet.
Tina Schmitz war Initiatorin des Vereins „Brienner Quartier“, der seit 2007 das Standortmarketing und die positive Imagepflege für den Bereich rund um den Ostteil der Brienner Straße als Ziel verfolgt.
Unter dem Motto „Luitpoldblock goes green“ werden die technischen Anlagen im Gebäude stets auf deren ökologische Wirtschaftlichkeit überprüft. Die Kühlung der Klimaanlagen erfolgt durch das Wasser vom unterirdischen Stadtbach. Das Management versucht, die Themenfelder und Kriterien des Verbands „Deutsche Gesellschaft für Nachhaltiges Bauen“ in dem historischen Gebäude gezielt umzusetzen.